# Cathédrale Saint-Jean-Marie-Vianney d'Agboville
La cathédrale Saint-Jean-Marie-Vianney, sise à Agboville est le siège du diocèse d'Agboville en Côte d'Ivoire.